# Gioacchino Criaco
Gioacchino Criaco (Africo, 3 marzo 1965) è uno scrittore italiano.

## Biografia
Gioacchino Criaco nasce ad Africo, un piccolo centro della costa ionica calabrese. Figlio di pastori, in giovane età inizia a meditare su una nuova trattazione letteraria dell'Aspromonte e luoghi limitrofi, data la scarsa divulgazione degli stessi. Dopo la morte di Corrado Alvaro infatti, c'è stato bisogno di aspettare vent'anni per veder nuovamente i riflettori puntati sull'Aspromonte, e stavolta non per un'opera letteraria bensì a causa del fenomeno sequestri, che a cavallo tra gli anni '70 e '80 dello scorso secolo ha ridotto l'immagine della montagna calabrese a una vera e propria foresta intricata e maledetta.
Si diploma presso il liceo scientifico “Zaleuco” di Locri, e si laurea in giurisprudenza all'Università di Bologna. Esclude l'attività forense per avvicinarsi al mondo della letteratura calabrese, in quel momento assai sparuto. 
Dopo anni di sperimentazione, nel 2008 pubblica Anime nere, il suo primo romanzo, di grande impatto socio-culturale. Inaugura così il noir di matrice calabrese. 
Criaco racconta e descrive quelle realtà minori al limite della civiltà che, nonostante facciano parte di un contesto territoriale inserito in una nazione sviluppata e democratica, sembrano continuare a vivere di leggi e tradizioni proprie, a dimostrazione di una distanza fisica e politica forse irriducibile.

## Opere
- Anime nere, Rubbettino, Soveria Mannelli, 2008 (tradotto in francese col titolo Les âmes noires, Métailié, Paris, 2011[2][3]); (tradotto in tedesco col titolo Schwarze Seelen, Folio  verlag, 2016); (tradotto in inglese col titolo Black Souls, Sono Press, 2021); (tradotto in olandese col titolo Zonen Uit Zuiden, Xander Uitgevers, 2019.
- Zefira, Rubbettino, Soveria Mannelli, 2009[4][5][6];
- American Taste, Rubbettino, Soveria Mannelli, 2011 (tradotto in francese e pubblicato con il medesimo titolo da Metailiè, Paris, 2013)[7];
- Perduta gente, Lantana Editore, Roma, 2012.

Nel 2013 un suo brano tratto da Perduta gente, tradotto in francese, è stato selezionato per un'antologia di scritti di autori italiani sull'Italia:
- Bel Paese, Métailié, Paris, 2013[8].
- La Strategia del Porco, n° 161, novembre, Lo Straniero, 2013.
- Il Saltozoppo, Feltrinelli, Milano, ottobre 2015, Premio Nazionale Rhegium Julii di Narrativa[9].
- L'agenda ritrovata, Feltrinelli, Milano, giugno 2017.
- La maligredi, Feltrinelli, Milano, marzo 2018 (tradotto in tedesco col titolo Die Sohne Der Winde, Folio Verlag, 2019).
- La soie et le fusil, Metailiè, Paris, aprile 2018.
- L'Ultimo Drago d'Aspromonte, Rizzoli Lizard, Milano, settembre 2020.
- La Maligredi, Metailiè, Paris, giugno 2022.
- Il Custode delle Parole, Feltrinelli, Milano, giugno 2022.

## Anime nere: dal romanzo al film
Nel 2012 partecipa alla stesura del soggetto e della sceneggiatura del film Anime nere, tratto dall'omonimo romanzo, in produzione per Rai Cinema, Good Films, Bianca Films e Babe Films a partire dal 2013. Il film viene venduto in oltre venti paesi e, per la sceneggiatura è premiato col David di Donatello nel 2015, il Nastro d'Argento, nel 2015, il premio Amidei, nel 2015 e l'Efebo d'oro nel 2014...